# Ітяково (Маріїнсько-Посадський район)
Ітя́ково (рос. Итяково, чув. Хурахпа) — присілок у складі Маріїнсько-Посадського району Чувашії, Росія. Входить до складу Бічурінського сільського поселення.
Населення — 96 осіб (2010; 110 у 2002).
Національний склад:
- чуваші — 98 %